# Hertog van Kendal
Hertog van Kendal (Engels: duke of Kendal) is een Engelse adellijke titel. Hij werd slechts tweemaal gecreëerd.
De eerste drager van de hertogelijke titel was Karel Stuart, de derde zoon van koning Jacobus II van Engeland en Schotland. Hij ontving de titel bij zijn geboorte in 1666. Het jaar erop overleed hij en daarmee stierf ook de titel uit.
De titel werd voor de tweede maal gecreëerd in 1719 voor Melusine von der Schulenburg, maîtresse van koning George I van Groot-Brittannië, samen met de titels gravin van Ferversham en barones Glastonbury. De titels werden gegeven voor het leven en vielen na haar dood weer aan de kroon.

## Hertog van Kendal, eerste creatie (1666)
- 1666 – 1667: Karel Stuart (1666-1667), 1e hertog van Kendal

## Hertog van Kendal, tweede creatie (1719)
- 1719 – 1743: Melusine von der Schulenburg (1667-1743), 1e hertogin van Kendal